# غوالبيرتو
غوالبيرتو هو لاعب كرة قدم برازيلي في مركز الدفاع، ولد في 8 أبريل 1990 في كامبيناس في البرازيل. لعب مع نادي أمريكا ونادي أيه بي سي ونادي بالميراس ونادي بينابولينيزي ونادي كريسيوما.

## وصلات خارجية
- غوالبيرتو على موقع قاعدة بيانات كرة القدم.إي يو (الإنجليزية)
- غوالبيرتو على موقع Soccerway.com (الإنجليزية)